# Торрес Рестрепо, Камило
Камило Торрес Рестрепо (исп. Camilo Torres Restrepo, 3 февраля 1929, Богота — 15 февраля 1966, Сантандер, Колумбия) — колумбийский римско-католический священник, один из основателей теологии освобождения, полтора месяца до своей смерти был членом колумбийской Армии национального освобождения (ELN). В течение своей жизни он пытался примирить и объединить революционный марксизм и католицизм.

## Биография
За критику преподавателей Торреса выгнали из высшего колледжа Nuestra Señora del Rosario de Bogotá, и он получил степень бакалавра в лицее Сервантеса. Торрес был рукоположён в священники в 1954 г., но несколько лет он продолжал учиться в епископском католическом университете в Левене (Бельгия). После возвращения в Колумбию он почувствовал себя обязанным активно помогать делу рабочего класса и бедняков. Камило Торрес считал, что для завоевания справедливости для всего народа христиане не должны бояться использовать насилие в противостоянии с власть имущими.
В составе преподавательского корпуса в Национальном университете Колумбии он вместе с Орландо Фальсом Борда был сооснователем социологического факультета в 1960 г.
Его участие в нескольких студенческих и политических движениях привлекло к нему многих последователей, но также и многих клеветников, особенно в правительстве и в самой церкви. Давление на него и его радикальные позиции усиливалось, и Камило Торрес был вынужден оставить свой пост в университете, уйти в подполье и примкнуть к партизанскому движению Колумбии.
Торрес стал врачом партизан, причем как телесным, так и «духовным», вдохновляя их со своих марксистско-христианских позиций. Учил детей, переводил тексты Мао, Ленина и Кастро. Портрет Кастро висел в его «лесной церкви» рядом с распятием. Он был убит в своем первом бою при нападении на колумбийский военный патруль.
После его смерти он был официально признан мучеником ELN.
Его наиболее известная фраза: «Если бы Иисус жил сегодня, то Он был бы партизаном».

## Память
Уругвайский песенник Даниель Вильетти в 1967 году написал песню о Камило Торресе, популяризованную чилийским певцом Виктором Хара.
В 1970 году в Доминиканской Республике была основана революционная группа, включающая в себя католических священников и студентов университета, называющая себя CORECATO (Comando Revolucionario Camilo Torres — Революционная команда им. Камило Торреса). Группа боролась против репрессий правительства Хоакина Балагера. В её рядах состояли Карлос «Карлитико» Санчес, погибший за дело марксизма в Перу, и Амаури Херман Аристи, сражавшийся с полицией и солдатами доминиканской армии более десяти часов до того, как погибнуть в этом бою.

## Цитаты
Обязанность каждого христианина — быть революционером. Обязанность каждого революционера — вершить революцию!
Мой долг как священника – сделать всё, чтобы люди встретились с Богом, а для этого самый эффективный путь – сделать так, чтобы люди служили народу по совести. Я не стремлюсь агитировать своих братьев-коммунистов, пытаясь побудить их принять христианское учение и практиковать церковный культ. Но я требую, чтобы все люди действовали по совести.

## Хронология
- 1929. Родился в Боготе 3 февраля.

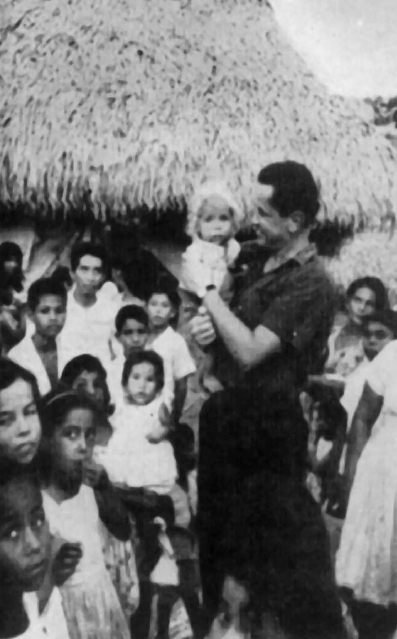
Камило Торрес с колумбийскими крестьянами и детьми.

- 1937. Учёба в Немецком колледже в Боготе. Учеба в Кинта Мутис в Боготе. Издает еженедельник «El Puma».
- 1944. Учеба в лицее Сервантеса.
- 1946. Степень бакалавра в лицее Сервантеса.
- 1947. Поступление на факультет права Национального университета Колумбии.
- 1947. Уход из университета и поступление в семинарию в Боготе.
- 1954. Рукоположение в сан. Поездка в Европу и учебе в Лёвене (Бельгия), в Школе политических и социальных наук.
- 1955. Основание группы студентов колумбийского университета ECISE (исп. Equipo Colombiano de Investigación Socioeconómica — Колумбийская группа социально-экономических исследований). Основание секций ECISE в Боготе, Париже и Лондоне.
- 1959. Назначен помощником капеллана Национального университета. Получает место профессора в Департамент социологии факультета экономических наук. Член-основатель и председатель университетского движения общественного прогресса (исп. Movimiento Universitario de Promoción Comunal — MUNIPROC). Совместно с профессорами и студентами реализует программы общественной помощи в бедных кварталах (барриос) Боготы.
- 1960. Совместно с Орландо Фальсом Борда участвует в создании факультета социологии (сейчас департамент) в Национальном университете.
- 1962. Член технического комитета по аграрной реформе, основанного INCORA (исп. instituto colombiano de la reforma agraria — колумбийский институт аграрной реформы).

Подчиняясь приказу кардинала Луиса Конча Кордоба, прекращает всю свою деятельность в Национальном университете.
- 1963. Председательствует в первом Национальном конгрессе социологов в Боготе и представляет свою работу «Насилие и социально-культурные изменения в сельских областях Колумбии».
- 1964. Совместно с INCORA развязывает противодействие применению закона, ограничивающего землевладение территорией невозделанных земель. Консервативные епископы подают прошение кардиналу Конча о отзыве Торреса из INCORA.

Член комиссии по изучению социально-экономического характера для анализа и оценки ситуации в регионе Маркеталии (Толима); в составе комиссии Торрес старается помешать «операции Маркеталия», проводимой колумбийской армией при технической военной поддержке США для нападений на организованные крестьянские отряды, впоследствии давшие начало ФАРК как результат агрессии правительства. Комиссии запрещено посещать регион.
Публикует свою работу «Социальное расслоение в Колумбии порождает две субкультуры», которая вызывает новые негативные оценки его деятельности со стороны клира. Он официально отозван от своего поста помощника викария в Веракрус.
Принимает активное участие в VII латиноамериканском конгрессе социологов. Представляет свою исследовательскую работу «Ассимиляция сельской семьи городом, полевое исследование».
На заседании INCORA встает против петиции Свободной директории Боготы о том, что сотрудники института должны выплачивать часть своего заработка в поддержку предвыборной президентской кампании Карлоса Льероса Рестрепо.
Публикует статью «Критика и самокритика» с анализом причин позиции студентов Национального университета против Карлоса Льероса Рестрепо.
Получает место профессора на факультете социологии.
Проводит исследования на темы «Социальные последствия урбанизации в Боготе» и «Социально-экономическое и сельскохозяйственное развитие в восточных Льянос». Работает над созданием Кооператива коммунального развития Йопаля.
- 1965. Заканчивает исследование «Социально-экономическая структура и развитие Колумбии», имея 44 руководителя из масс.

Кардинал назначает его членом Епархиальной комиссии по религиозной социологии с целью лишить его возможности заниматься своей деятельностью.
Произносит речь в Медельине о союзе и организации молодежи и предлагает дискуссию о «Платформе за движение народного единства».
Участвует в курсах для инициаторов коммунального развития, организованных MUNIPROC в Боготе. Участвует в качестве модератора 1-й национальной встречи «За коммунальное развитие», проходившей на факультете социологии. Образуется платформа.
Передает дирекции ESAP (Escuela Superior de Administración Pública — Высшая школа общественного управления) «Общую информацию о деятельности Института общественного управления».
Участвует в конференции «Национальный университет перед лицом проблем социально-экономических изменений в стране».
Зачитывает в университете «Платформу Объединенного фронта колумбийского народа» и призывает студентов объединяться для борьбы «с тем же оружием» против сил правопорядка. Возглавляет марш молчания к центральному кладбищу в честь погибшего студента.
Объединяется с лидерами оппозиции. Его платформа принимается за основу действия и союза.
Участвует в конференциях в Манисалесе, Картаго, Перейре, Ибаге, Медельине и Боготе.
Поездка в Лиму для участия во 2-м Боливийском конгрессе коммунального развития. Его возвращения в аэропорту дожидаются народные массы и войска (каждые со своими мотивами). В Национальном университете разворачивается большая манифестация.
В июле тайно едет в Сантандер для встречи с Фабио Баскесом Кастаньо, главнокомандующим Национальной Освободительной Армии Колумбии (ELN), начавшей действовать в 1964 г.
Заключает первые договоры о проведении недели «Объединенного фронта».
Возглавляет манифестации и публичные сходки в Кукуте, Сан Хиле, Барранкабермехе, Кали, Пальмире, Буге, Оканье, Букамаранге, Медельине, Ибаге, Барранкилье и др. городах.
В сентябре предпринимает поход по главным городам страны, проводя беседы, конференции и возглавляя манифестации.
В октябре возглавляет громадную манифестацию против режима на площади Боливара в Боготе. Войска и полиция окружают манифестантов. Видя это, Камило и его последователи организуют митинг, на котором они призывают к революционному свержению власти как основе решения проблем.
Страх перед бойкотом населения выборов (к которому на площадях призывал Торрес) заставил правительство предложить ему возглавить оппозицию взамен на его отказ от участия в выборах и, в качестве непризнания его кандидатуры, объявить ему о том, что два особых трибунала имеют достаточно оснований для того, чтобы призвать его к ответственности за «подрывную деятельность», «покушение на безопасность страны» и «сговор с целью совершения преступления».
Рохас Пинилья, глава Национального народного альянса (ANAPO) направляет Торреса с предложением своих услуг для кардинальского дворца или посольства какой-либо страны взамен на признание его кандидатуры на выборах.
Возглавляет манифестации и ведет беседы в Боготе, Кали, Попайане и других городах. В конце года покидает Боготу и присоединяется к партизанам ELN.
- 1966. 15 февраля погибает в бою в Патиосементо, Сан Висенте де Чикури, Сантандер.